# Resposta en freqüència
La resposta en freqüència  és un paràmetre que descriu les freqüència és que pot gravar o reproduir un dispositiu.

## Resposta en Freqüència d'àudio
A l'entorn d'àudio, perquè sigui un equip de qualitat ha de cobrir almenys el marge de les audiofreqüències (20-20.000 Hz).
Pel mateix motiu, com més gran sigui la resposta en freqüència d'un equip, més qualitat té el so final. Així, als nous formats d'àudio digital que sobrepassen àmpliament aquest marge (SACD, 2-100 kHz. I DVD-Àudio, 20-80 kHz) se'ls cataloga com formats HI-FI (high Fidelity) "Alta Fidelitat".
La resposta en freqüència de qualsevol sistema hauria de ser plana, el que significa que el sistema tracta igual a tot el so entrant, amb el que ens el torna igual.
No obstant això, en la pràctica, la resposta en greus i aguts, normalment no és la mateixa. Fet que es nota més en uns equips que en d'altres. (En els altaveus, per exemple, aquesta diferència entre la resposta a greus o aguts és molt acusada, podent estar per sobre dels 10 db de més o de menys, entre una i altra).
Un equip amb una resposta inapropiada afectarà el so final: 
- Si un equip emfatitza els aguts, el so resultant serà "vibrant i cridaner", mentre que si, per contra, perd aguts, tot el que reprodueixi tindrà un "matís fosc".
- Si un equip emfatitza els greus, el so resultant és "eixordador", mentre que si, per contra, perd greus, tot el que reprodueixi tindrà un "matís metàl·lic".
- Si s'accentuen les freqüències mitjanes es produeix un so "nasal".

## Especificacions óptimes
En la majoria d'equips, en les especificacions tècniques, a més d'indicar quina és la resposta en freqüència típica, s'indica també la variació en dB entre una i altra.
Per a això, l'habitual és elegir-com a nivell de referència per indicar la resposta en freqüència-1 kHz i aquesta freqüència se li dona el valor de 0 dB. Després, els fabricants analitzen tot el marge de freqüències i estableixen la diferència en dB entre la freqüència més baixa i la més alta.
Amb això, en les especificacions tècniques ens diuen, per exemple, tal unitat de CD té una resposta en freqüència de 20-20 kHz (+/-0,5 dB).
Excepte en els transductors (micròfons, altaveus, etc.), aquest marge, per assegurar-nos "qualitat", ha de ser: 
- Inferior a+/- 1 dB, si parlem de formats digitals.
- Inferior a+/- 3 dB si són equips analògics.
- Com a molt +/- 6 dB, si són micros o altaveus. A la pràctica, la majoria de transductors (altaveus i micròfons) arriben a una variació de +/- 10 (excepte els més "professionals").

Una mala resposta en freqüència no és el pitjor que pot passar,  el pitjor, és una resposta desigual . És a dir, com a certes freqüències puja, en altres baixa, de manera que el so resultant surt distorsionat.

## Nota
1. ↑  Ignasi Serra; Serra i Pujol, Ignasi & Vilanova i Arbós, Ramón. Tractament del senyal.  Univ. Autònoma de Barcelona, 1999, p. 157–. ISBN 9788449017889 [Consulta: 26 gener 2011].